# Gungdo

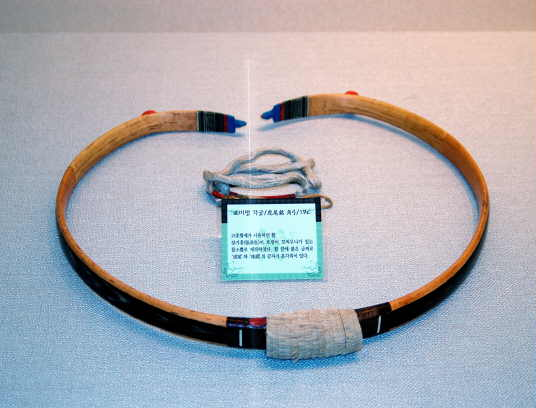
Un arco coreano (활, hwal) destensado

Gungdo, también denominado gungsul o goongsul, es un tipo de arco coreano compuesto. Literalmente significa "el arte del arco", y forma parte de la arquería tradicional coreana. El arco coreano (del coreano: Hwal) es un arco compuesto de tipo recurvado con partes fabricadas con cuerno de búfalo acuático. Las características de este arco se estandarizaron hacia el 1900 a partir de diversas armas similares que se utilizaban con anterioridad. Por lo general es utilizado con la técnica de tensión con el pulgar.

## Construcción y competición

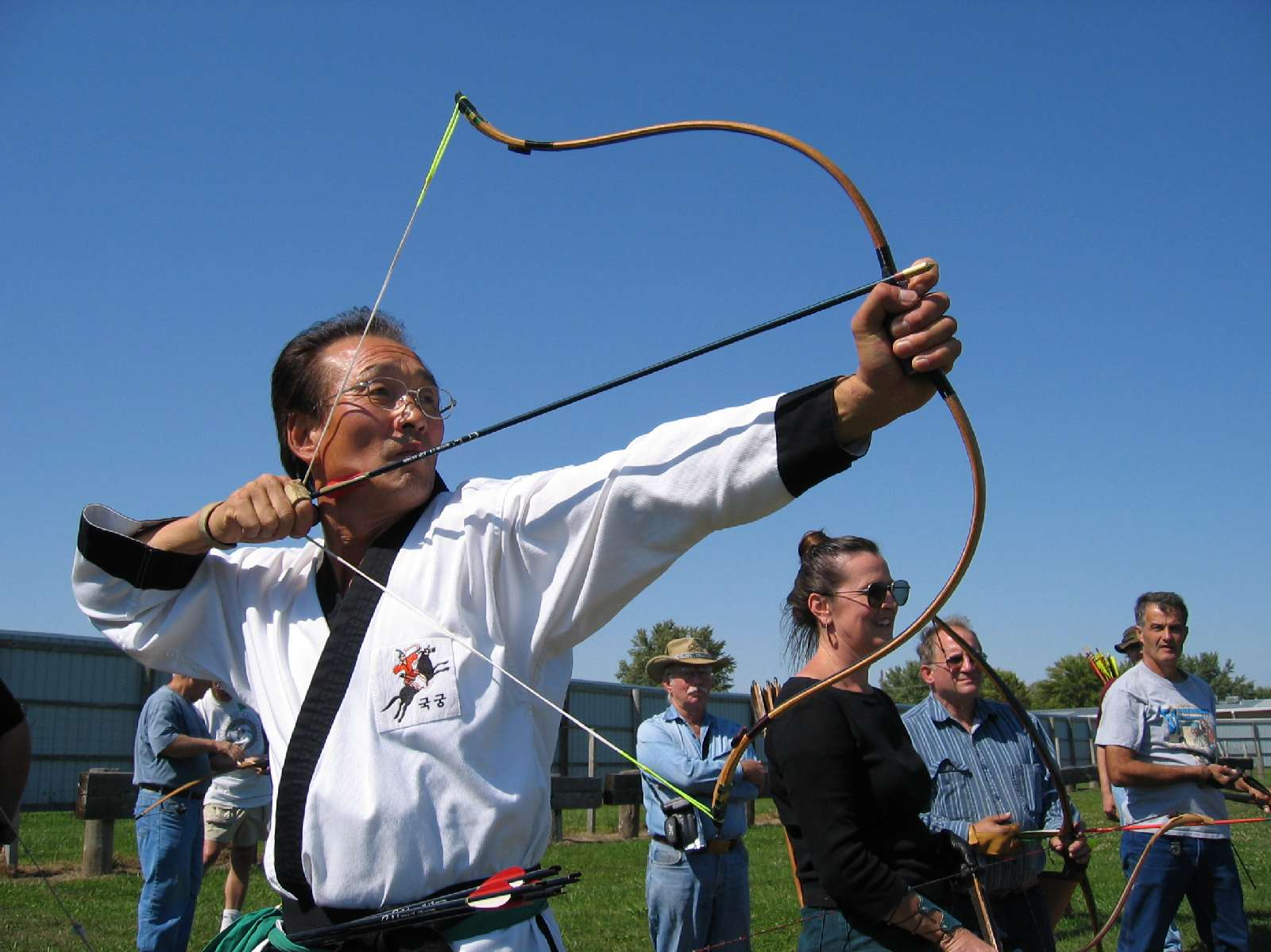
El maestro Heon Kim tensando un arco gungdo

El arco tradicional coreano es una versión con extremos sumamente recurvados del arco compuesto clásico de eurasia. Su núcleo es de bambú, reforzado por tendones, con roble en la manija. En su centro posee cuerno de búfalo de agua. Las siyahs, los extremos exteriores de las costillas, son fabricadas utilizando madera de mora o robinia encastrada (encastre en V) en el bambú. El adhesivo utilizado es cola a base de pescado. Sobre el tendón se coloca una cubierta de un tipo de corteza especial de abedul que se importa del noreste de China, la cual es adherida sobre la zona posterior utilizando adhesivo elástico diluido (a base de benceno como solvente). Como parte del proceso de fabricación se sumerge en agua de mar durante aproximadamente un año. 
El sukgung, un tipo de ballesta, y el hwal son arcos pequeños pero de alta potencia. Un sukgung puede tener un alcance de 400 metros, mientras que el hwal posee un alcance de unos 350 metros.